# بوبي ويليامسون
بوبي ويليامسون (بالإنجليزية: Bobby Williamson)‏ (13 أغسطس 1961 بغلاسكو في المملكة المتحدة - ) هو مدرب كرة قدم ولاعب كرة قدم بريطاني في مركز الهجوم. لعب مع نادي روذرهام يونايتد ونادي رينجرز ونادي كيلمارنوك ووست بروميتش ألبيون ونادي كلايدبانك ‏.

## روابط خارجية
- بوبي ويليامسون على موقع قاعدة بيانات كرة القدم.إي يو (الإنجليزية)
- بوبي ويليامسون على موقع Soccerbase.com (مدرب) (الإنجليزية)